# Городской муниципалитет (США)

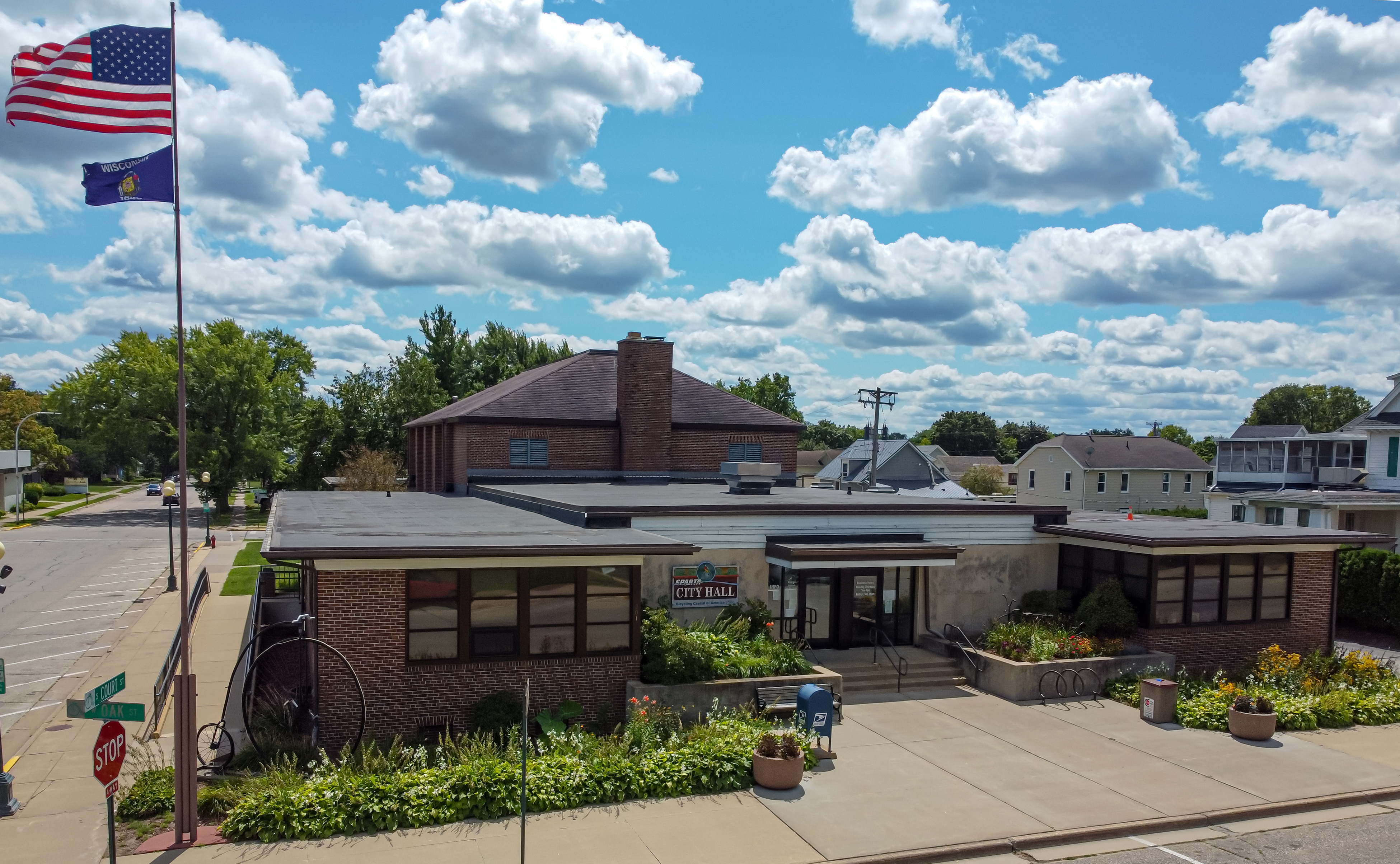
Здание администрации города Спарта, штат Висконсин

Городской муниципалитет — административно-территориальная единица в США, имеющая статус муниципальной корпорации (англ. municipal corporation).
В большинстве штатов США основным требованием к поселениям, стремящимся получить статус муниципальной корпорации, является установленная минимальная численность населения. Так, в штате Алабама это 300 человек, в штате Калифорния — 500, а в штате Аризона — 1500. Могут устанавливаться также требования к минимальной плотности населения. При этом как и для многих других развитых стран, для США типична тенденция к стиранию различий между городской и сельской местностью, и поэтом разграничение между городом (англ. city, town) и деревней (англ. village) зачастую имеет весьма условный характер.
Для создания муниципальной корпорации составляется петиция от жителей с просьбой об инкорпорации. Её должна подписать определённая доля жителей соответствующего поселения, обладающих правом голоса (обычно 20-25% от их общего числа). После этого в поселении проводится голосование по вопросу об инкорпорации. Затем секретарь штата подтверждает результаты такого голосования и соответствие инкорпорированной территории установленным требованиям.
В США различают два типа муниципалитетов: муниципалитеты, руководствующиеся лишь общими законами штата (en:General-law municipality) и муниципалитеты, имеющие свой устав (en:Home rule in the United States).
По данным на 2015 год, в США было 19 429 муниципальных корпораций. В 2/3 из них было менее 25 тыс. жителей.
При этом в последние десятилетия в США все большее развитие получают так называемые «окраинные города» (en:Edge city), расположенные по периметру старых городов, где раньше находились пустыри или сельскохозяйственные земли. Одной из главных их характеристик является «наличие большего числа рабочих мест, чем спальных»: там строятся торговые и складские центры, офисы различных компаний. Такие «окраинные города», как правило, являются неинкорпорированными территориями, которыми формально управляют власти соответствующего округа, однако «на деле ими фактически управляют некие «теневые правительства», т.е. частные собственники, взимающие оплату за оказание полицейских, транспортных и иных услуг, которые обычно финансируются посредством налогов».